# Balearen-Kreuzdorn
Der Balearen-Kreuzdorn (Rhamnus ludovici-salvatoris), auch Erzherzog-Ludwig-Salvator-Kreuzdorn genannt, ist eine Pflanzenart aus der Gattung Kreuzdorn (Rhamnus) innerhalb Familie der Kreuzdorngewächse (Rhamnaceae).

## Beschreibung

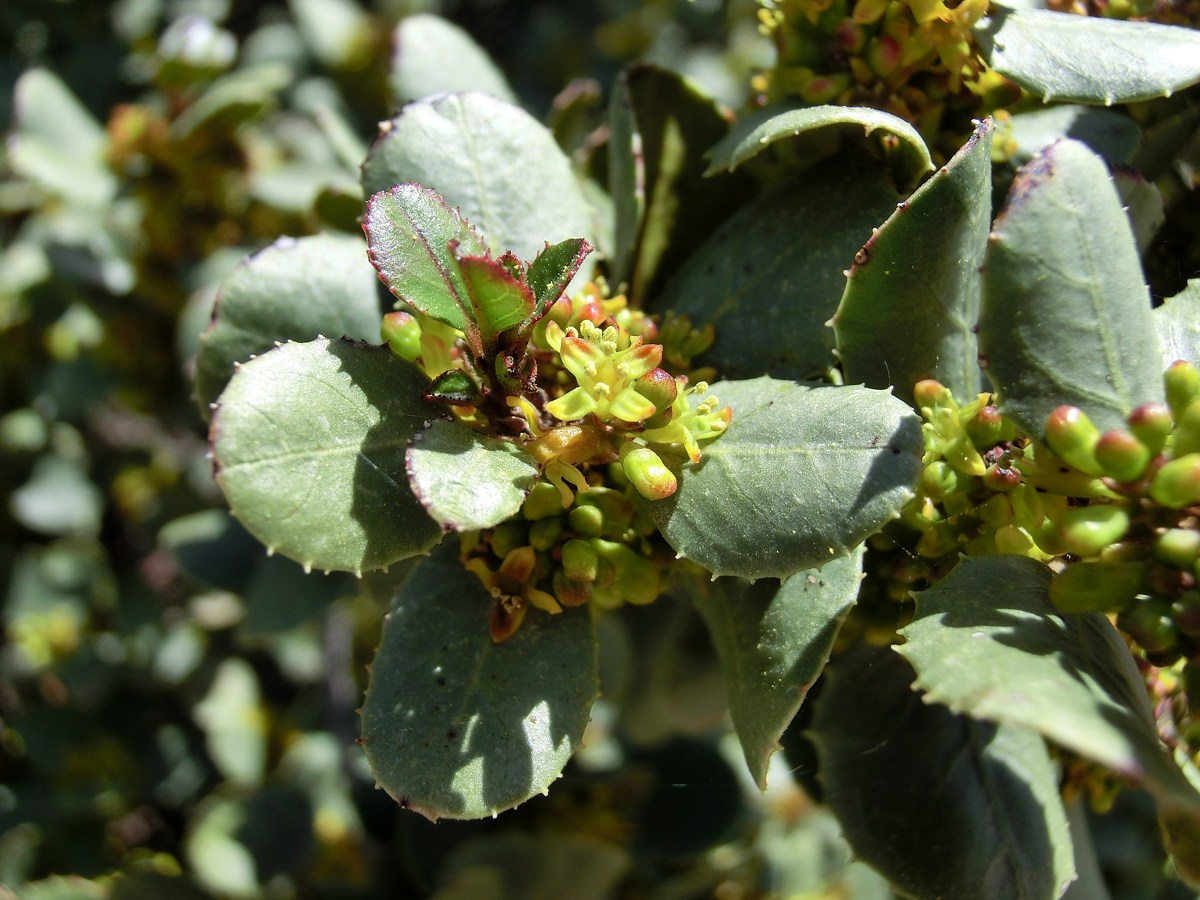
Zweig mit Laubblättern und Blüten

### Vegetative Merkmale
Der Balearen-Kreuzdorn ist ein immergrüner Strauch, der Wuchshöhen von bis zu 2 Metern erreicht. Fast alle oberirdischen Pflanzenteile sind kahl.
Die wechselständig angeordneten Laubblätter sind in Blattstiel und -spreite gegliedert. Die einfache, mattgrüne, unterseits hellere, ledrige, abgerundete bis stumpfe, seltener eingebuchtete, manchmal feinstachelspitzige Blattspreite ist bei einer Länge von 1 bis 3 Zentimetern eiförmig bis verkehrt-eiförmig oder elliptisch bis fast kreisförmig. Der Blattrand ist mehr oder weniger dicht fein dornig gezähnt. Die kleinen Nebenblätter sind meist abfallend.

### Generative Merkmale
Der kleine, achselständige und zymöse Blütenstand ist dicht. Die meist haltbaren Deckblätter sind drüsig-gezähnt.
Die kleinen, eingeschlechtigen und kurz gestielten Blüten sind vier- oder seltener fünfzählig mit einfacher oder doppelter Blütenhülle. Die gelben Kelchzipfel sind eiförmig bis länglich. Die Kronblätter fehlen oder sind reduziert.
Die rötliche, bis etwa 5 Millimeter große, zwei bis dreisamige Steinfrucht ist kugelig bis eiförmig und behaart.
Die Chromosomenzahl beträgt 2n = 24.

## Vorkommen
Der Balearen-Kreuzdorn kommt in Mallorca, Menorca, Cabrera und in Spanien bei Valencia vor. Er gedeiht in Garigues und Macchien.

## Taxonomie
Die Erstveröffentlichung als Art Rhamnus balearica (DC.) Willk. erfolgte 1875 durch Carl Ludwig Willdenow in Oesterreichische Botanische Zeitschrift, Band 25, S. 112. Dieser Name war jedoch illegitim, da er vorher von Heinrich Friedrich Link für ein anderes Taxon verwendet wurde. Link hatte den Namen von de Candolle in die Gattung Rhamnus als Rhamnus balearica (DC.) Link gestellt gehabt, womit dieser Name besetzt war. Deshalb führte Robert Chodat 1909 ersatzweise die „korrekte“ neue Bezeichnung Rhamnus ludovici-salvatoris in Bull. Soc. Bot. Genève, ser. 2, Band 1, S. 242 für diese Art ein. Das Artepitheton ludovici-salvatoris ehrt den Erzherzog Ludwig Salvator von Österreich-Toskana, der sich durch ein Monumentalwerk über die Balearen verdient gemacht hat.